# Arrondissement de La Haye
1811–1814
L'arrondissement de La Haye (en néerlandais : Arrondissement 's-Gravenhage) était une subdivision administrative française du département des Bouches-de-la-Meuse créée le 1er janvier 1811 et supprimée le 11 avril 1814.

## Géographie

### Cantons
L'arrondissement de La Haye comprenait les cantons suivants : 
- Alphen-sur-le-Rhin (Alphen aan den Rijn)
- Catwick (Katwijk)
- La Haye (quatre cantons, Den Haag)
- Voorbourg (Voorburg)